# Liste der Kulturdenkmale in Kleinseidau

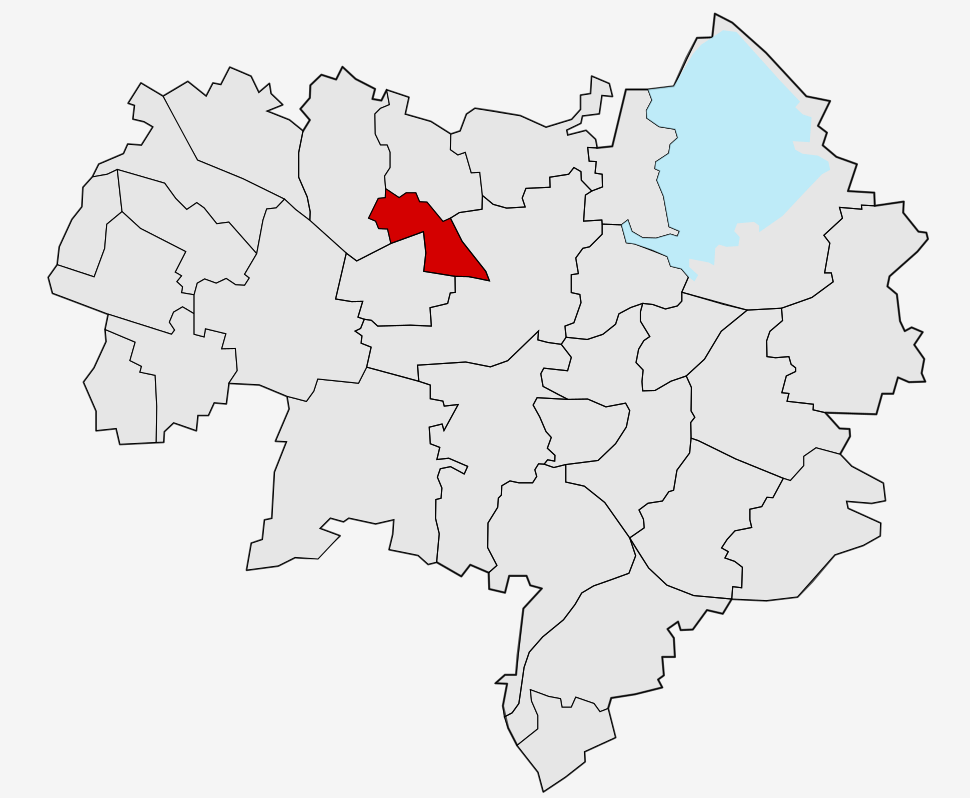
Lage des Stadtteils Kleinseidau in Bautzen

In der Liste der Kulturdenkmale in Kleinseidau sind die Kulturdenkmale des Bautzener Stadtteils Kleinseidau verzeichnet, die bis März 2018 vom Landesamt für Denkmalpflege Sachsen erfasst wurden (ohne archäologische Kulturdenkmale). Die Anmerkungen sind zu beachten.

## Liste der Kulturdenkmale in Kleinseidau
| Bild | Bezeichnung | Lage                                 | Datierung                                                    | Beschreibung | ID       |
| ---- | --- | ------------------------------------ | ------------------------------------------------------------ | --- | -------- |
|      | Wegesäule | Am Wasserturm 27 (gegenüber) (Karte) | 19. Jahrhundert                                              | Granitsäule mit quadratischem Sockel, schmalerem hohen Schaft mit abgefasten Kanten und breiterem Kopf mit flachpyramidalem Abschluss, auf den Seitenflächen des Kopfes aufgemalte Orts- und Entfernungsangaben sowie Richtungsweiser nach Kleinwelka, Temritz und Salzenforst. Wegesäule als Zeugnis der verkehrstechnischen Erschließung des ländlichen Raumes von orts- und verkehrsgeschichtlicher Bedeutung. | 09253074 |
|      | Wohnstallhaus, Stallgebäude, Reste der alten Granit-Hofpflasterung und Betkreuz im Vorgarten, dazu Einfriedung | Kleinseidauer Straße 23 (Karte)      | Um 1700 (Wohnstallhaus); bezeichnet mit 1887 (Betkreuz)      | Weitgehend original erhalten, Bestandteil der Angerbebauung, baugeschichtlich und ortsgeschichtlich von Bedeutung. - Wohnstallhaus mit altem Dachstuhl, Obergeschoss Fachwerk, zum Teil verputzt, Oberlaube - Betkreuz (im straßenseitigen Vorgarten des Grundstücks): profilierter Granitsockel mit Aufschrift, schmiedeeisernes Kruzifix (mit Medaillon: Maria im Rosenkranz) tragend, Inschrift: „Gott zu Ehren stiftete dieses Denkmal Kath. Novotnik“ - Einfriedung aus Granitpfeilern und schmiedeeisernen Zaunfeldern | 09253072 |
|      | Wohnstallhaus und Scheune eines Zweiseithofes                                                                  | Kleinseidauer Straße 29 (Karte)      | 2. Hälfte 18. Jahrhundert                                    | Baugeschichtlich und wirtschaftsgeschichtlich von Bedeutung. - Wohnstallhaus: Frackdach, Obergeschoss verbrettert, Erdgeschoss Granitgewände - Scheune aus Feldsteinen | 09253071 |
|      | Wohnstallhaus                                                                                                  | Kleinseidauer Straße 35 (Karte)      | Um 1700                                                      | Wohl eines der ältesten Gebäude im Ort, Obergeschoss Fachwerk, Oberlaube, baugeschichtlich von Bedeutung, Dachüberstand, zum Teil Fachwerk entfernt, Fenster jedoch weitgehend original belassen | 09253070 |
|      | Zweiseithof mit Wohnstallhaus, Scheune und Einfriedungsmauer                                                   | Kleinseidauer Straße 40 (Karte)      | Um 1700 (Wohnstallhaus); 1. Hälfte 19. Jahrhundert (Scheune) | Fester Bestandteil der Angersituation, baugeschichtlich und wirtschaftsgeschichtlich von Bedeutung. - Wohnstallhaus: Fachwerk, verputzt; Dachüberstand; Fenster Erdgeschoss verändert; alte Biberschwanzdeckung; Baukörper ursprünglich erhalten - Scheune massiv (eine Seite Fachwerk, verbrettert), mit Frackdach | 09253068 |

## Ehemaliges Denkmal
| Bild | Bezeichnung   | Lage                            | Datierung | Beschreibung | ID       |
| ---- | ------------- | ------------------------------- | --------- | --- | -------- |
|      | Wohnstallhaus | Kleinseidauer Straße 42 (Karte) | Um 1800   | Obergeschoss Fachwerk, Dachüberstand, baugeschichtlich von Bedeutung, Fenster zum Teil verändert, alte Biberschwanzdeckung, Erdgeschoss wahrscheinlich ehemals Umgebinde. Zwischen 2018 und 2024 aus der Denkmalliste gestrichen. | 09253069 |

## Tabellenlegende
- Bild: Bild des Kulturdenkmals, ggf. zusätzlich mit einem Link zu weiteren Fotos des Kulturdenkmals im Medienarchiv Wikimedia Commons. Wenn man auf das Kamerasymbol klickt, können Fotos zu Kulturdenkmalen aus dieser Liste hochgeladen werden:
- Bezeichnung: Denkmalgeschützte Objekte und ggf. Bauwerksname des Kulturdenkmals
- Lage: Straßenname und Hausnummer oder Flurstücknummer des Kulturdenkmals. Die Grundsortierung der Liste erfolgt nach dieser Adresse. Der Link (Karte) führt zu verschiedenen Kartendiensten mit der Position des Kulturdenkmals. Fehlt dieser Link, wurden die Koordinaten noch nicht eingetragen. Sind diese bekannt, können sie über ein Tool mit einer Kartenansicht einfach nachgetragen werden. In dieser Kartenansicht sind Kulturdenkmale ohne Koordinaten mit einem roten bzw. orangen Marker dargestellt und können durch Verschieben auf die richtige Position in der Karte mit Koordinaten versehen werden. Kulturdenkmale ohne Bild sind an einem blauen bzw. roten Marker erkennbar.
- Datierung: Baubeginn, Fertigstellung, Datum der Erstnennung oder grobe zeitliche Einordnung entsprechend des Eintrags in der sächsischen Denkmaldatenbank
- Beschreibung: Kurzcharakteristik des Kulturdenkmals entsprechend des Eintrags in der sächsischen Denkmaldatenbank, ggf. ergänzt durch die dort nur selten veröffentlichten Erfassungstexte oder zusätzliche Informationen
- ID: Vom Landesamt für Denkmalpflege Sachsen vergebene, das Kulturdenkmal eindeutig identifizierende Objekt-Nummer. Der Link führt zum PDF-Denkmaldokument des Landesamtes für Denkmalpflege Sachsen. Bei ehemaligen Kulturdenkmalen können die Objektnummern unbekannt sein und deshalb fehlen bzw. die Links von aus der Datenbank entfernten Objektnummern ins Leere führen. Ein ggf. vorhandenes Icon  führt zu den Angaben des Kulturdenkmals bei Wikidata.